# Golan Yosef
Golan Yosef (Gouda, 20 augustus 1984) is een Nederlandse danser, acteur en choreograaf. Hij danste in films en theaterstukken in Nederland en danst en acteert sinds circa 2002 in het buitenland.

## Loopbaan
Yosef kwam in 2001 voor Nederland uit tijdens de Eurovision Young Dancers. Hier vormde hij een duet samen met Maartje Hermans in de choreografische dansuitvoering van Ed Wubbe, Perfect Skin.
Hij studeerde aan de Nationale Balletacademie in Amsterdam tot ca. 2002 en gedurende deze tijd danste hij mee met verschillende producties van Het Nationale Ballet. Daarna vertrok hij naar het buitenland voor producties in de Verenigde Staten, Spanje en Frankrijk.
In zijn filmdebuut, de televisiefilm The Cheetah Girls 2, speelde Yosef de rol van Joaquín. Joaquín is een graaf en ook nog eens een goed danser. Hij nodigt Dorinda uit met hem te dansen en er ontstaat een vriendschap tussen beide. Ze hebben elkaar steeds liever en net voor het slot kussen ze elkaar.
In april 2007 werd Yosef bekroond tijdens het elfde International Solo-Dance-Theater Festival met de eerste prijs in de categorie dans.
In 2008 kwam de Spaanse comedyfilm No me pidas que te bese porque te besaré van regisseur en auteur Albert Espinosa uit. Hier speelde Yosef de rol van Marcos. In 2011 speelt hij de hoofdrol van graaf Dracula in het theaterspektakel en musical Dracula, l'amour plus fort que la mort van Kamel Ouali. Hetzelfde jaar speelde hij in de film The Adjustment Bureau van George Nolfi.
In 2013 deed Golan Yosef mee aan Splash, le grand plongeon (de Franse Sterren Springen op Zaterdag), een programma op TF1.
Yosef speelt ook mee in musicalproducties. Hij was onder andere te zien in het Franse spektakel Love Circus, Folies Bergère (Parijs). Van 2014 tot 2016 speelde Yosef de rol van Joop.
In 2015 speelt hij in het theaterspektakel en musical Cats van T.S. Eliot en Andrew Lloyd Webber, Théâtre Mogador, Parijs.